# Saprosites perssoni
Saprosites perssoni är en skalbaggsart som beskrevs av Bordat 1996. Saprosites perssoni ingår i släktet Saprosites och familjen Aphodiidae. Inga underarter finns listade i Catalogue of Life.